# Dolores Tuimoloau
Dolores Tuimoloau (sinh ngày 29 tháng 5 năm 1976 – 19 tháng 2 năm 2011)  là một vận động viên người Samoa ở Mỹ, chủ yếu được biết đến với các sự kiện ném. Cô đại diện cho Samoa thuộc Mỹ tại Đại hội Thể thao Thái Bình Dương năm 1995, giành huy chương bạc trong nội dung bắn súng, huy chương duy nhất như vậy cho đất nước của cô.
Tuimoloau lớn lên ở Oxnard, California. Từ năm 9 tuổi, cô đã xuất sắc chơi bóng rổ vì cô luôn là người lớn nhất trong lớp, một xu hướng đưa cô lên đỉnh cao 1.86 m (6 ft 1 in), nặng 310 pound khi 18 tuổi. Cuối cùng, cô chơi cho trường trung học Channel Islands, nơi cô là All-County trong môn bóng rổ. Tìm kiếm một môn thể thao để chơi vào mùa xuân, cô ấy nghĩ rằng mình sẽ chơi bóng mềm nhưng một người bạn đã mời cô ấy thử chơi cho đội theo dõi. Lần đầu tiên cô ấy ném một phát súng, nó đã đi 11.89 m (39 ft 0 in). Cô ấy tiếp tục cải thiện, vào năm cuối, cô ấy đã lập kỷ lục của quận Ventura trong cả hai lần bắn vào 14.99 m (49 ft 2 in) và ném đĩa ở 44.20 m (145 ft 0 in). Cô đã giành chiến thắng tại Cuộc họp bang CIF California năm 1994 trong loạt bắn, đánh bại đối thủ gần nhất bằng gần hai chân. Một tuần sau, cô đã giành được giải thưởng Golden West Invitational. Cô được mời chào như một Olympian tiềm năng khi cô theo học trường Cao đẳng Ventura, nhưng không đủ điều kiện học tập trong khi chăm sóc người cha bị đau tim dữ dội ở tuổi 40. Trở lại trường học, cô đã lập kỷ lục trường đứng yên trong cả hai lần tập bắn và dĩa vào năm 1996. Cô tiếp tục học về Tư pháp hình sự tại Đại học bang California, Los Angeles. Cuối cùng cô đã định cư ở Eureka, California.